# Hiperósido
Hiperósido  es un compuesto químico. Es la 3 - O - galactósido de quercetina.

## Producción natural
Hiperósido se ha aislado de Drosera rotundifolia, de la familia Lamiaceae Stachys sp. y Prunella vulgaris, de  Rumex acetosella, Cuscuta chinensis semillas, de la hierba de San Juan y de Camptotheca acuminata. Se trata de uno de los compuestos fenólicos en la planta invasora Carpobrotus edulis que contiene propiedades antibacterianas y antioxidantes.
En Rheum nobile y R. rhaponticum,  sirve como un bloqueador de UV que se encuentra en las brácteas.
También se encuentra en Geranium niveum y Taxillus kaempferi.

## Usos
Puede tener un efecto antioxidante protector en cultivos de células PC12.